# 鋸尾喙鱸
鋸尾喙鱸，為輻鰭魚綱鱸形目鱸亞目鮨科的其中一種，分布於中東太平洋區，從加利福尼亞灣至墨西哥哈利斯科州海域，棲息深度8-55公尺，體長可達105公分，生活在岩礁區，為底棲性魚類，屬肉食性，生活習性不明，可做為食用魚。